# Carlisle-Park
Der Carlisle-Park ist ein Park in der Stadt Flensburg, der nach deren Partnerstadt Carlisle benannt wurde. Er liegt nahe dem Flensburger Bahnhof. Er besteht aus einer nicht ganz geschlossenen Allee, die um eine große Rasenfläche herumführt. Dank seiner zentralen Lage dürfte er der bekannteste Park der Stadt sein.

## Geschichte
Der Bahnhofspark wurde ungefähr im Jahre 1927, mit dem Bau des Flensburger Bahnhofs, gestaltet. Er liegt auf einem Teil der Fläche des zugeschütteten Mühlenteiches. Am Park fuhr mit dem Jahr 1927 zudem die Linie 1 der Flensburger Straßenbahn entlang.
Der Park war als Teil des neu gestalteten Bahnhofviertels zunächst namenlos. 1934 beschlossen die Dezernenten der Stadt, den Bahnhofsvorplatz mit seinen Anlagen, heutiger Bereich der Straße Am Bundesbahnhof, nach Adolf Hitler benennen zu lassen. Der Polizeipräsident Konrad Fulda lehnte den Beschluss im Januar 1935 mit der Begründung, keine Benennung nach Lebenden, ab. Er schlug Hindenburganlagen (nach Paul von Hindenburg) vor. Der Oberbürgermeister Wilhelm Sievers bestand auf dem Vorschlag. Am 23. März 1935 erfolgte die Benennung Adolf-Hitler-Anlagen (vgl. Adolf Hitler als Namensgeber von Straßen und Plätzen oder weitere ähnliche Benennungen), die im Mai 1945 aufgehoben wurde.
1940 wurde ein Barackenlager namens „Norwegenlager“ auf dem Parkgelände errichtet, das von der Wehrmacht genutzt wurde. Nach dem Krieg diente es als Lager für Flüchtlinge. 1952 wohnten in dem Lager in vier Holzbaracken 62 Personen. Eine Statistik vom 1. April 1954 wies für das Norwegenlager noch 43 Personen aus. Für das Folgejahr ist überliefert, dass es vollständig geräumt worden war. 1959 erfolgte der Abriss der Baracken. Danach wurde die Parkanlage wiederhergestellt und im südlichen Bereich der Parkanlage zum Bahnhof der Froschbrunnen errichtet, bei dem die Brunneneinfassung des Bismarckbrunnens verwendet wurde. Zudem entstanden eine Reihe von Schmuckbeeten sowie die Gestaltung um den Brunnen (Brunnengarten).
1969 wurde im nordöstlichen Teil des Parks von der Vereinigung demokratischer Widerstandskämpfer der Gedenkstein für die Opfer der Gewaltherrschaft aufgestellt. Am nördlichen Rand steht das Strassenbahn-Denkmal, das an die seit dem Jahr 1973 eingestellte Straßenbahnlinie erinnert. Das Denkmal besteht aus einem Triebsatz, der auf einem kurzen Gleisstück steht.
1988/89 erhielt der Park seinen Namen nach der britischen Partnerstadt Carlisle.
Ende der 1990er erkrankten und erlagen einige der alten Ulmen der Ulmenkrankheit. 1998 schufen 24 Künstler Skulpturen aus den betroffenen Ulmen. Von diesen Baumskulpturen sind nur noch zwei übrig geblieben. Es wurden offenbar Linden nachgepflanzt.
Im Sommer wird der Park nicht nur zum Spazierengehen, sondern teilweise auch zum Frisbeespielen oder ähnlichem genutzt.

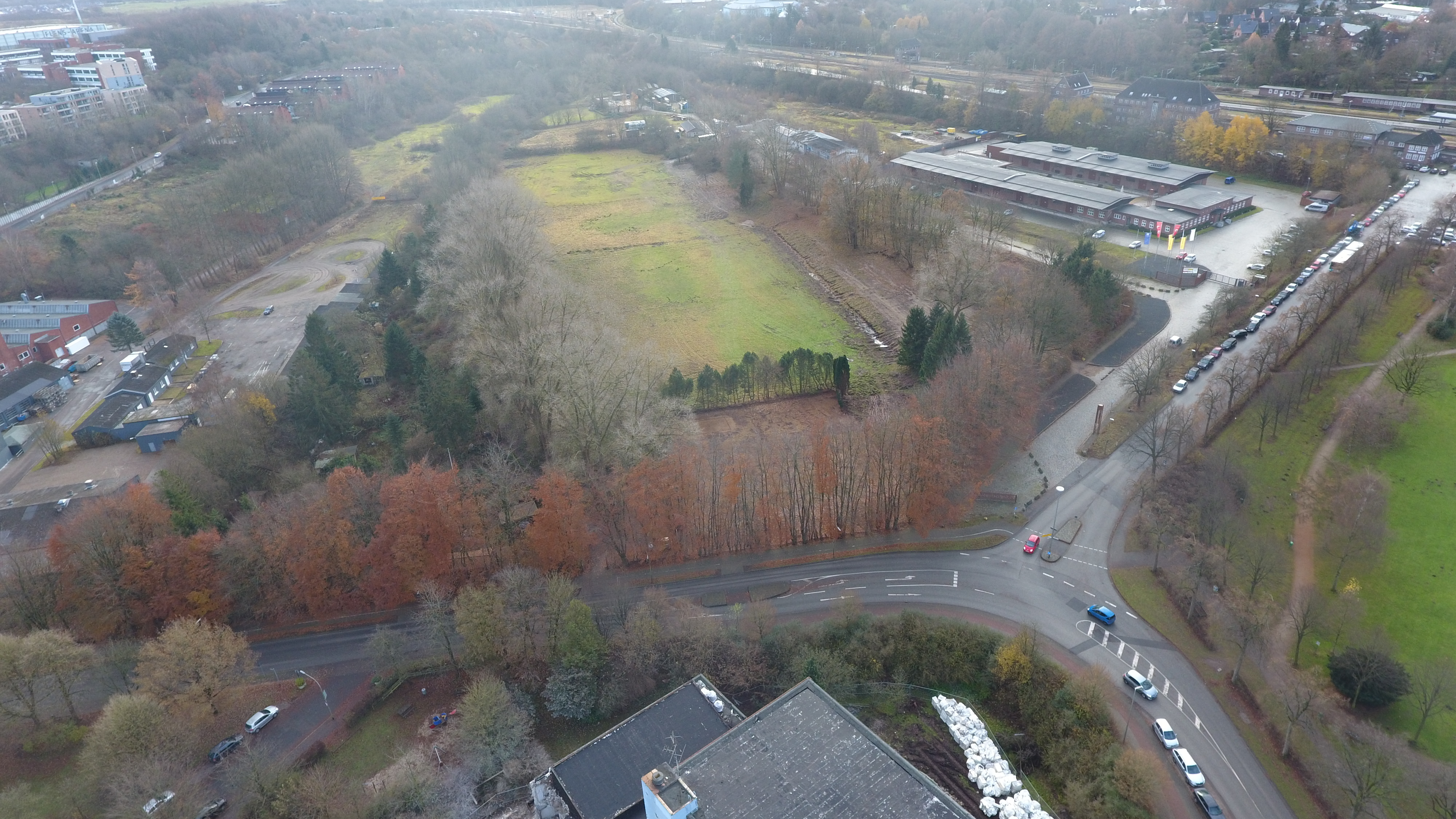
Bahnhofsumfeld von Oben mit einem Ausschnitt des Carlisle Parks am rechten Bildrand.
Der Park von der Seite.
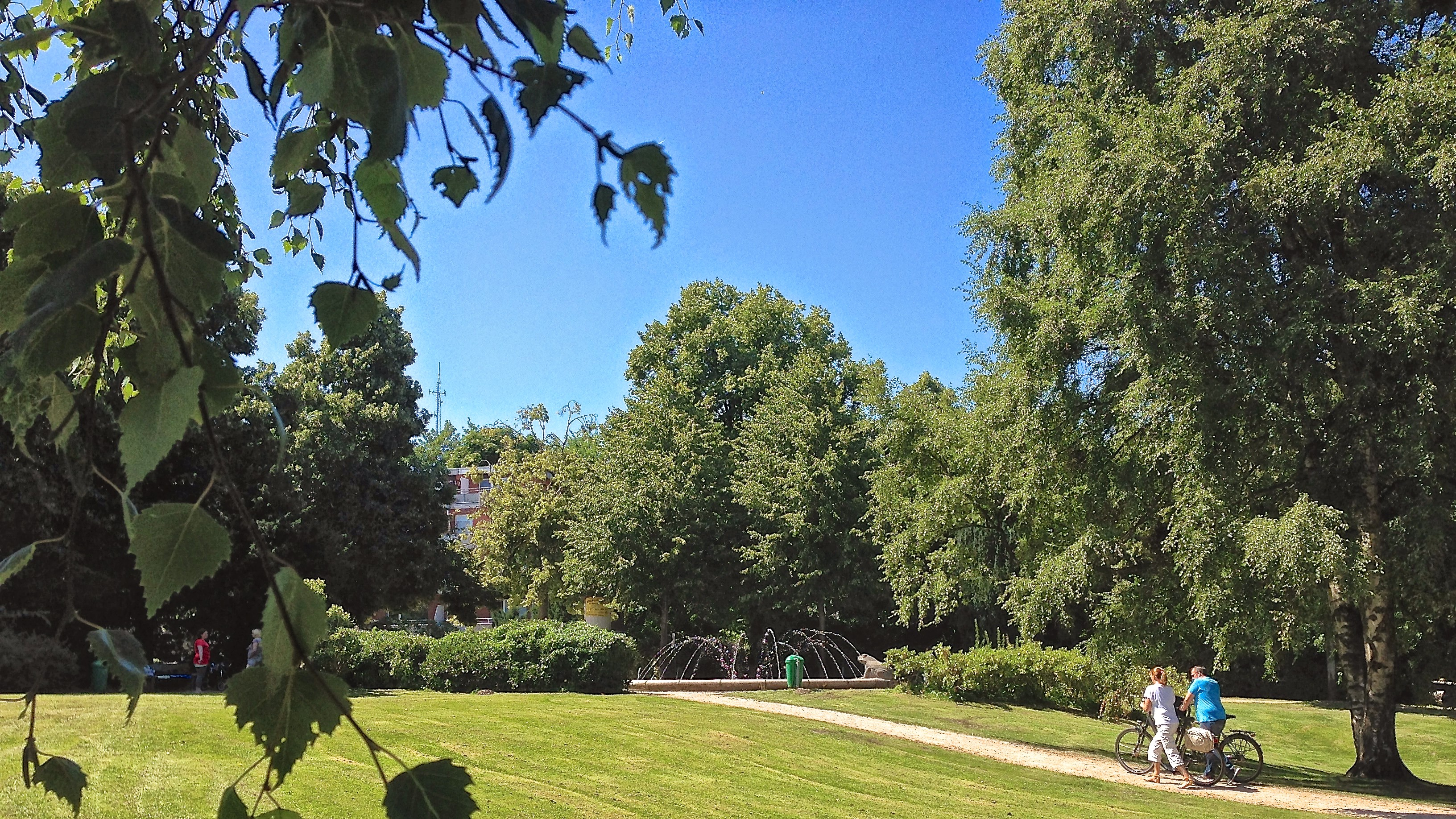
Der Brunnen mit dem Parkgelände